# Castor-europeu
O Castor fiber, comummente conhecido como castor-europeu, é uma espécie de castor, difundida pela Eurásia, onde foi caçado até ao limiar da extinção. Todavia, têm havido vários projetos ambientais europeus recentes que foram criados com o escopo de evitar a sua extinção.

## Etimologia
No que toca ao nome científico:
- O nome genérico, castor, provém do latim clássico e designa as espécies de castorídeos em geral.[3]
- O epíteto específico, fiber, também provém do latim clássico e também se reporta ao conceito geral de «castor».[4]

## Descrição
No que toca às suas dimensões, pode medir entre 73 a 135 centímetros de comprimento e pesar entre 13 e 35 quilos. 
Caracteriza-se pela pelagem de duas camadas. A primeira, também dita camada interior, é mais fofa e densa e assume uma coloração castanha mais pardacenta ou acinzentada. A segunda camada, também dita a camada exterior, ostenta pêlos cerdosos e compridos, de coloração castanha, mas com matizes arruivados. Os espécimes que habitam em territórios mais a Norte do continente tendem a ostentar uma pelagem mais escura.
Os castores europeus contam, ainda, com duas glândulas de almíscar - comummente designado castóreo - junto à cavidade cloacal. Servem-se destes dois órgãos para marcar o território. 
Têm, também, focinhos curtos, orelhas pequenas e pernas atarracadas. Tanto as orelhas como as narinas são valvulares e os olhos contam com membranas nictantes, para os ajudar, quando mergulham.
Caracterizam-se, ainda, pela cauda glabra, por vezes até escamosa, de coloração negra, formato achatado e oval, a qual pode orçar até metro e meio de comprimento.
Têm patas de 5 dígitos, que se matizam entre o castanho-escuro e o preto. As patas traseiras têm membranas interdigitais.

## Distribuição geográfica
Distribuem-se desde a Noruega até a Rússia, habitando nas áreas mais húmidas das florestas temperadas, principalmente perto de rios, lagos e córregos.
Podem ser encontrados nos seguintes países: Noruega, Suécia, Finlândia, Dinamarca, Alemanha, Polónia, Lituânia, Estónia, Letónia, Bielorrússia e Rússia.
Estima-se que o último avistamento de castor-europeu em Portugal date de finais do século XV, altura em que terá desaparecido totalmente, devido sobretudo à caça intensiva de que foi alvo e à destruição do seu habitat.

## Dieta e hábitos
Os castores são herbívoros folívoros e lignivoros, alimentando-se, por conseguinte, de folhas e vegetação lenhosa, especialmente nos meses de Inverno. Dão primazia aos galhos de salgueiro, vidoeiro e choupo, com diâmetros inferiores a 10 centímetros. Acumulam e armazenam estes ramos e galhos, na água, durante os meses de Outono.
Tal como o castor-americano, os castores-europeus constroem diques em córregos e regatos.

## História
Mercê da sua pelagem, altamente cobiçada no mercado das peles, do castóreo, almíscar que durante o séc. XIX se acreditava possuir propriedades medicinais, viu-se vitima de sobre-caça. Por torno do séc. XX, estimava-se que só haveria cerca de 1.300 castores-europeus em estado selvagem. 

Graças a esforços concertados pelas nações europeias, com vista ao restabelecimento das populações de castores-europeus, hoje em dia há comunidades em França, na Alemanha, na Polónia, no Sul da Escandinávia e na Rússia Central, pese embora sejam ainda pequenas e dispersas.